# The Way, Way Back
The Way, Way Back és un film nord-americà del gènere de comèdia dramàtica, estrenada l'any 2013, escrita i dirigida per Nat Faxon i Jim Rash, 
La pel·lícula és protagonitzada per Liam James, Steve Carell, Toni Collette, Allison Janney, AnnaSophia Robb, Sam Rockwell i Maya Rudolph, amb Rob Corddry, Amanda Peet i els propis Faxon i Rash en papers secundaris. Va ser estrenada al Festival de Sundance de 2013 enmig d'una gran expectació, donat que els cineastes havien guanyat l'Oscar al millor guió adaptat per The Descendants (2011), en el que havia estat el seu primer treball com a directors.

## Sinopsi
Duncan, un adolescent de catorze anys, se'n va de vacances d'estiu a una casa a la platja en una petita ciutat propera a Cap Cod a l'estat de Massachusetts, amb la seva mare Pam, el seu novio, Trent, i la filla de Trent, Steph (Zoe Levin). Trent abusa verbalment de Duncan, llançant-li comentaris despectius i ofensius constantment. De camí cap a casa de la platja, Trent pregunta a Duncan com es valora d'una escala de 1 a 10; i quan Duncan respon que amb un 6, Trent diu que ell el considera un 3. En arribar són rebuts pels veïns: Betty, una dona sociable i beguda, els seus fills Susanna i Peter, i el matrimoni format per Kip i Joan. Aquella nit, Duncan i Susanna tenen una conversa una mica incòmoda des dels seus respectius porxos.
Duncan troba una bicicleta de nena al garatge de la casa amb la qual explora la ciutat. En una pizzeria es troba amb els empleats de Water Wizz, un parc aquàtic local. Hi coneix Owen, l'encarregat del parc, que juga en una màquina de Pac-Man. Quan Duncan visita el parc, Owen li mostra el lloc i li presenta l'extravagant i peculiar grup de treballadors del parc: Caitlyn, Lewis i Roddy. Alguns nens parlen d'una llegenda sobre algú que va avançar una altra persona mentre es llançava pel tobogan d'aigua. Owen acaba contractant Duncan per fer tasques diverses al parc.
Fora del parc, Duncan és oblidat constantment per la seva mare, que es dedica a beure, trasnoctar, fer festes i fumar marihuana amb els altres adults. Durant una barbacoa per celebrar el Dia de la Independència dels Estats Units, Susanna s'adona que Duncan està molestat per això i el convida a anar a buscar crancs amb ella i Peter, mentre parla del seu pare absent i ajuda Duncan a obrir-se i compartir els seus sentiments. Aquella nit, Duncan veu Trent i Joan que s'abracen, però no ho diu a ningú.
Pam comença a sospitar que Trent i Joan mantenen un romanç, però Trent la convenç de que no és cert. Més tard, davant un grup d'amics i veïns, Duncan s'enfronta a la seva mare i li exigeix que faci front a Trent i l'abandoni, i Trent diu a Duncan que el seu pare no el vol veure. Duncan se'n va i Susanna el segueix fins a la platja i el consola. Duncan intenta besar-la i ella s'allunya, el que fa que Duncan es senti encara més molestat. Acompanyat de Peter, Duncan s'esmuny fins al parc, on Owen celebra una festa d'acomiadament per a Lewis.
Després de passar tota la nit de festa amb els seus amics, Duncan continua al parc l'endemà, i no vol anar-se'n. Owen li pregunta per què no vol marxar, i Duncan es sincera amb Owen sobre la seva relació amb Trent i com el parc és l'únic lloc on se sent feliç i acceptat. Owen comprèn els problemes de Duncan i li diu que el seu pare també era així, el que va provocar el seu rebuig a les normes i regles. També li diu que hi ha tot un món esperant-lo allà fora, i que els desagradables comentaris de Trent són més problema seu que de Duncan.
Quan Duncan torna a casa, Pam li diu que se'n van, i Betty i els seus fills vénen a acomiadar-se. Susanna finalment fa un petò a Duncan, i li diu que la darrera vegada va evitar el seu petó només perquè es va sorprendre. Quan Trent s'atura a la gasolinera a la sortida de la ciutat, Duncan salta del cotxe i es dirigeix al parc, seguit per Pam, Trent i Steph. Allà els diu als empleats que se'n va i demana a Owen que el segueixi. Els dos es llencen pel tobogan d'aigua i Duncan es converteix en la primera persona a avançar algú en el tobogan mentre la resta del parc ho veu. Després de presentar finalment Owen a la seva mare, Duncan es comença acomiadar dels altres empleats. Owen diu a Pam que té un gran fill, i es presenta a Trent com «un bon amic del 3». Trent, Steph, Pam i Duncan pugen al cotxe i se'n van de la ciutat. Pam seuen a la part posterior del cotxe, on és Duncan, i els dos somriuen.